# حسگر جریان

## حسگر جریان
اندازه گیری جریان عبارت است از کمی سازی حرکت سیالات. جریان می تواند با استفاده از دستگاه هایی به نام فلومترها به روش های مختلف اندازه گیری شود. انواع متداول فلومترها با کاربردهای صنعتی عبارتند از:
- نوع مسدودکننده (فشار تفاضلی یا متغیر)
- استنتاجی (نوع توربین)
- الکترومغناطیسی
- فلومترهای نوع جابجایی مثبت، که حجم ثابتی از سیال را جمع آوری کرده و سپس تعداد دفعات پر شدن حجم را برای اندازه گیری جریان می شمارند.
- دینامیک سیال (پرتاب ورتکس)
- آنمومتر
- فلومتر اولتراسونیک
- فلومتر جرم (نیروی کریولیس)

روش‌های اندازه‌گیری جریان به غیر از فلومترهای نوع جابجایی مثبت، به نیروهای تولید شده توسط جریان عبوری هنگام غلبه بر یک محدودیت شناخته شده، برای محاسبه غیرمستقیم جریان اتکا می‌کنند. جریان ممکن است با اندازه‌گیری سرعت سیال در یک مساحت شناخته شده اندازه‌گیری شود. برای جریان‌های بسیار بزرگ، ممکن است از روش‌های ردیاب برای استنباط نرخ جریان از تغییر در غلظت یک رنگ یا رادیوایزوتوپ استفاده شود.

### انواع و واحدهای اندازه گیری
جریان گاز و مایع هر دو می‌توانند با کمیت‌های فیزیکی نرخ جریان حجمی یا نرخ جریان جرمی، به ترتیب با واحدهای SI مانند متر مکعب بر ثانیه یا کیلوگرم بر ثانیه اندازه‌گیری شوند. این اندازه‌گیری‌ها با چگالی ماده مرتبط هستند. چگالی یک مایع تقریباً مستقل از شرایط است. این موضوع در مورد گازها صادق نیست، چگالی آنها به شدت به فشار، دما و تا حدی کمتری به ترکیب بستگی دارد.
زمانی که گازها یا مایعات برای محتوای انرژی خود منتقل می‌شوند، مانند فروش گاز طبیعی، نرخ جریان همچنین ممکن است بر حسب نرخ جریان انرژی مانند گیگاژول بر ساعت یا BTU بر روز بیان شود. نرخ جریان انرژی، نرخ جریان حجمی ضربدر محتوای انرژی بر واحد حجم یا نرخ جریان جرمی ضربدر محتوای انرژی بر واحد جرم است. نرخ جریان انرژی معمولاً از نرخ جریان جرمی یا حجمی با استفاده از یک کامپیوتر جریان مشتق می‌شود.
در بافت‌های مهندسی، نرخ جریان حجمی معمولاً با نماد  {\displaystyle Q} و نرخ جریان جرمی با نماد https://wikimedia.org/api/rest_v1/media/math/render/svg/ad59b9876301e8fb75b9ddbf08de594b87251d3b نشان داده می‌شود.
برای یک سیال با چگالی {\displaystyle \rho }، نرخ جریان جرمی و حجمی می توانند از رابطه https://wikimedia.org/api/rest_v1/media/math/render/svg/ad04564c50dd90622df6d3d16cd16817b14110af مرتبط باشند.

### گاز
گازها قابل فشرده شدن هستند و زمانی که تحت فشار قرار می‌گیرند، گرم می‌شوند یا سرد می‌شوند حجم آنها تغییر می‌کند. یک حجم از گاز تحت یک مجموعه از شرایط فشار و دما، معادل همان گاز تحت شرایط متفاوت نیست. به "جریان واقعی" از طریق یک متر و "استاندارد" یا "پایه" جریان از طریق یک متر با واحدهایی مانند acm/h (مترمکعب واقعی در ساعت)، sm3/sec (مترمکعب استاندارد در ثانیه)، kscm/h (هزار مترمکعب استاندارد در ساعت)، LFM (فوت خطی در دقیقه) یا MMSCFD (میلیون فوت مکعب استاندارد در روز) اشاره خواهد شد.
نرخ جریان جرمی گاز می‌تواند به طور مستقیم، مستقل از اثرات فشار و دما، با فلومترهای اولتراسونیک، فلومترهای جرمی حرارتی، فلومترهای جرمی کوریولیس یا کنترل‌کننده‌های جریان جرمی اندازه‌گیری شود.

### مایع
برای مایعات، واحدهای مختلفی بسته به کاربرد و صنعت استفاده می‌شود که ممکن است شامل گالن (آمریکایی یا امپراتوری) در دقیقه، لیتر در ثانیه، لیتر در مترمربع در ساعت، بوشل در دقیقه یا هنگام توصیف جریان رودخانه، کیومکس (مترمکعب در ثانیه) یا فوت-اکر در روز باشد. در اقیانوس‌شناسی یک واحد رایج برای اندازه‌گیری حمل حجم (حجم آب حمل شده توسط یک جریان مثلاً) یک سوردروپ (Sv) معادل 106 مترمکعب در ثانیه است.

### عنصر جریان اولیه
عنصر جریان اولیه دستگاهی است که در جریان سیال قرار می‌گیرد و خاصیت فیزیکی تولید می‌کند که به طور دقیق با جریان مرتبط است. به عنوان مثال، یک صفحه سوراخ‌دار افت فشاری ایجاد می‌کند که تابعی از مجذور نرخ جریان حجمی عبوری از سوراخ است. عنصر جریان اولیه در فلومتر ورتکس‌ای، مجموعه‌ای از نوسانات فشار تولید می‌کند. به طور کلی، خاصیت فیزیکی تولید شده توسط عنصر جریان اولیه قابل اندازه‌گیری تر از خود جریان است. ویژگی‌های عنصر جریان اولیه و دقت نصب عملی آن با فرضیات انجام شده در کالیبراسیون، عوامل بحرانی در دقت اندازه‌گیری جریان هستند.

### فلومتر های مکانیکی
یک فلومتر جابجایی مثبت می‌تواند با یک سطل و کرنومتر مقایسه شود. کرنومتر زمانی که جریان شروع می‌شود روشن و زمانی که سطل به حد خود می‌رسد خاموش می‌شود. حجم تقسیم بر زمان، نرخ جریان را می‌دهد. برای اندازه‌گیری‌های پیوسته، نیاز به یک سیستم پر کردن و خالی کردن مداوم سطل‌ها برای تقسیم جریان بدون اینکه از لوله خارج شود، داریم. این جابجایی‌های حجمی که به طور مداوم شکل می‌گیرند و فرو می‌پاشند ممکن است به صورت پیستون‌های رفت و برگشتی درون سیلندر، دندانه‌های چرخ‌دنده جفت شده با دیواره داخلی یک فلومتر یا از طریق حفره‌های پیش‌رونده‌ای که توسط چرخ‌دنده‌های بیضوی چرخان یا یک پیچ حلزونی ایجاد می‌شوند، باشد.

### فلومتر پیستونی / پیستون چرخان
، رایج ترین دستگاه های اندازه گیری جریان در بریتانیا هستند و برای تقریبا تمام اندازه های متر تا 40 میلی متر استفاده می شوند. فلومتر پیستونی بر اساس اصل چرخش یک پیستون درون یک محفظه با حجم شناخته شده عمل می کند. برای هر دور چرخش، مقداری آب از محفظه پیستون عبور می کند. از طریق یک مکانیسم دنده و گاهی اوقات یک محرک مغناطیسی، یک صفحه نمایش عقربه ای و نوع شمارنده کیلومتر پیشرفت می کند.

### فلومتر چرخدنده بیضوی

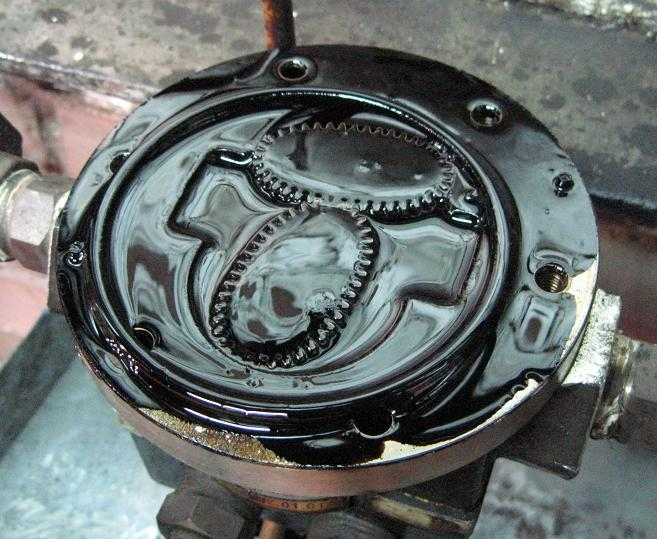
A positive displacement flowmeter of the oval gear type. Fluid forces the meshed gears to rotate; each rotation corresponds to a fixed volume of fluid. Counting the revolutions totalizes volume, and the rate is proportional to flow.

فلومتر چرخ‌دنده بیضوی نوعی فلومتر جاب‌جایی مثبت است که از دو یا چند چرخ‌دنده بیضوی شکل تشکیل شده است که به گونه‌ای پیکربندی شده‌اند که نسبت به یکدیگر در زوایای راست چرخش کنند و شکل T را تشکیل دهند. چنین فلومتری دو طرف به نام‌های A و B دارد. هیچ سیالی از مرکز فلومتر که دندانه‌های دو چرخ‌دنده همیشه درگیر هم هستند، عبور نمی‌کند. در یک طرف فلومتر (A)، دندانه‌های چرخ‌دنده‌ها جریان سیال را به دلیل برآمدگی چرخ‌دنده بیضوی طویل شده به درون محفظه اندازه‌گیری، مسدود می‌کنند. در حالی که در طرف دیگر فلومتر (B)، حفره‌ای حجم ثابتی از سیال را در محفظه اندازه‌گیری نگه می‌دارد. همزمان که سیال چرخ‌دنده‌ها را می‌چرخاند، سیال درون محفظه اندازه‌گیری طرف B آزاد می‌شود و از طریق درگاه خروجی خارج می‌گردد. در همین حال، سیال ورودی از درگاه ورودی به درون محفظه اندازه‌گیری طرف A که اکنون باز است، هدایت می‌شود. سپس دندانه‌های طرف B جریان ورودی به طرف B را مسدود می‌کنند. این چرخه با چرخش چرخ‌دنده‌ها و عبور سیال از محفظه‌های اندازه‌گیری متناوب ادامه می‌یابد. آهن‌رباهای دائمی در چرخ‌دنده‌های چرخان می‌توانند سیگنالی را به یک سوئیچ نی یا ترانسدیوسر جریان برای اندازه‌گیری جریان ارسال کنند. اگرچه ادعاهایی در مورد عملکرد بالای آن وجود دارد، اما به طور کلی به اندازه طراحی لغزشی دقیق نیست.
- مشارکت‌کنندگان ویکی‌پدیا. «Flow sensor». در دانشنامهٔ ویکی‌پدیای انگلیسی، بازبینی‌شده در ۳۰ مهر ۱۳۹۲.